# Italouruguaians
Els italouruguaians (castellà: ítalo-uruguayos; italià: italo-uruguaiani o italo-uruguagio) són els italians residents a l'Uruguai així com els seus descendents.

## Història
Els primers italians van arribar a la colònia espanyola coneguda com a Banda Oriental a començaments del segle xvi. Eren principalment ligurs de la República de Gènova, què treballaven en activitats relacionades amb el transport i el comerç marítims.

Aquesta influència italiana va créixer durant el segle xix, amb la independència de l'Uruguai, i molts immigrants es van establir a Montevideo: 
| « | La preeminència de ligurs i piemontesos va ser alterada abans de l'arribada dels llombards, artesans i agricultors i seguidament dels homes de Garibaldi, en bona part meridional, en certa manera actius, llevat d'una minoria d'aventurers. Al començament dels anys setanta aquesta tendència creix i la va seguir una brusca caiguda, en coincidència amb l'estancament polític i econòmic que experimentaven dels dos països del Riu de la Plata. De 1875 a 1890, la immigració arriba al seu major extrem a l'Uruguai, en aquest període gairebé tota espanyola i italiana, però sobretot italiana. Després, l'arribada d'immigrants italians a l'Uruguai va ser decreixent per la gran atracció exercida per l'Argentina, els Estats Units i el Brasil. | » |

Després de la unificació italiana va haver una nova etapa migratòria cap a l'Uruguai, que té el seu auge en l'últim decenni del segle xix, quan van arribar al país uns altres 110.000 immigrants italians.
Al començament del segle xx el flux migratori italià va començar a disminuir i el 2003 només havien 33.000 italians en l'estat sud-americà.
El 1976 els uruguaians d'ascendència italiana eren un milió tres-cents mil (gairebé el 40% del total de la població, tenint en compte els italoargentins residents a l'Uruguai).
La màxima concentració es troba, a més de a Montevideo, a la ciutat de Paysandú (on gairebé el 65% dels habitants tenen ascendència italiana).

## Comunitat italiana

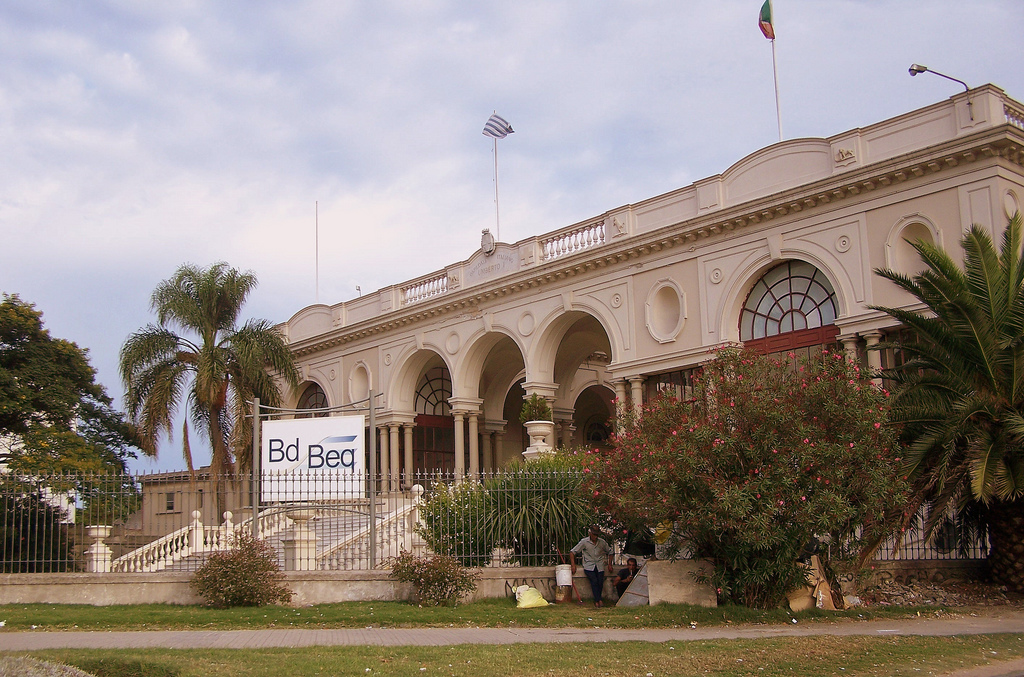
Ospedale Italiano di Montevideo "Umberto I", construït en estil neoclàssic el 1890 per l'arquitecte italouruguaià Luigi Andreoni.

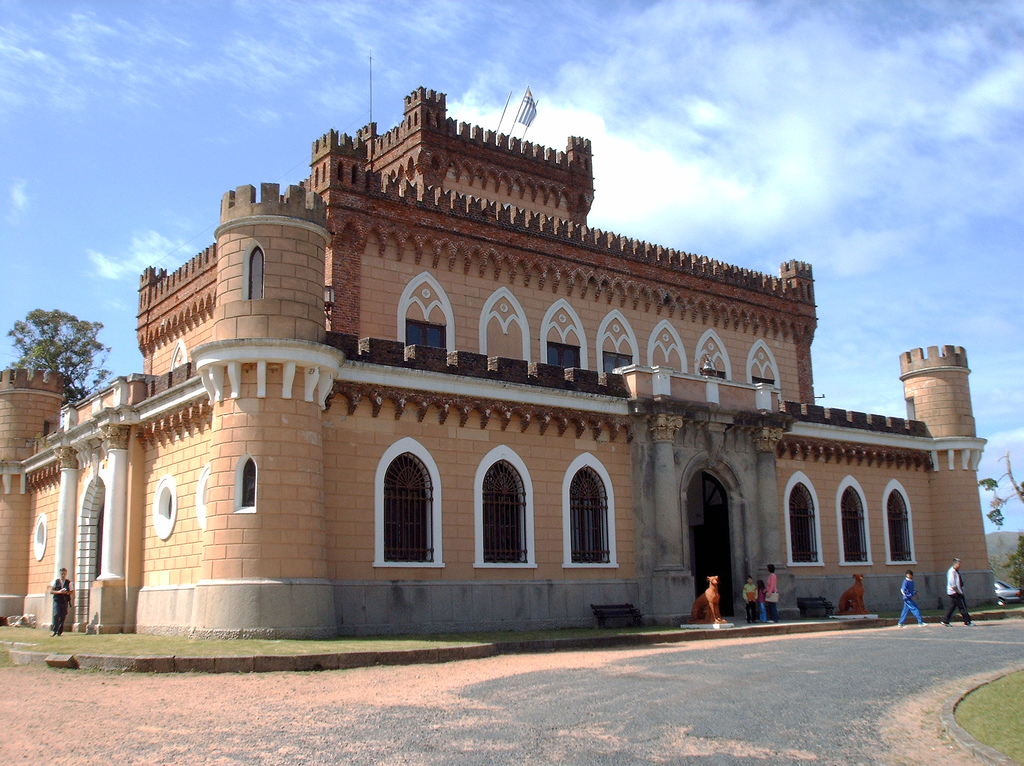
El Castell Piria. Francisco Piria va crear la ciutat balneària de Piriápolis, al departament de Maldonado.

Els primers immigrants italians que van arribar a l'Uruguai eren en la seva majoria genovesos, piemontesos, napolitans, venecians i sicilians.
Durant la primera meitat del segle xix, amb la participació de Giuseppe Garibaldi a la guerra de la independència de l'Uruguai, molts italouruguaians es van sentir atrets per la causa independentista.
El movement politic al qual es van adherir molts habitants de la zona del Riu de la Plata va ser conegut amb el nom de Corrente garibaldina. En reconeixement de la tasca de Garibaldi es van realitzar molts homenatges a la seva memòria com, per exemple, una "Avenida" (Avinguda) de Montevideo amb el seu nom, un monument a la ciutat de Salto, i l'hospital italià de Buenos Aires, entre d'altres.
Entre finals del segle xix i començament del XX, va tenir lloc la tercera fase d'immigració procedent d'Itàlia. Aquesta ona va ser anomenada immigrazione trasformatrice (immigració transformadora), atès que en aquest període l'Uruguai va experimentar grans canvis en la qualitat de vida de la seva població.
Els italians que van arribar en aquest període, així com en la quarta etapa després de la Segona Guerra Mundial, van contribuir amb l'arquitectura i gastronomia uruguaianes. En aquest període va tenir lloc la fundació de l'Ospedale Italiano di Montevideo, que data de l'última dècada del segle xix, i que porta el nom d'un monarca italià, el rei Humbert I.
Els immigrants italians del segle xix treballaven principalment al sector administratiu, comercial i agrícola. Alguns es van destacar com polítics o empresaris durant el segle xx. De fet, Francisco Piria, fill de pares genovesos, es va convertir en un dels principals constructors del país sud-americà, creant un balneari que avui porta el seu nom: Piriápolis. D'altra banda, alguns italouruguaians van ser presidents de l'Uruguai (com Addiego, Demicheli, Terra, Baldomir Ferrari, Giannattasio i Sanguinetti) i escriptors de reconeixement internacional (com Delmira Agustini, Mario Benedetti i Juan Carlos Onetti).

### La comunitat italiana durant la presidència de Gabriel Terra i Baldomir Ferrari
El període dels anys 1930 va representar una època en la qual la comunitat italiana va tenir un importància significativa a l'Uruguai. Va coincidir amb l'accés al poder de Gabriel Terra de 1931 a 1938 i del seu successor Baldomir Ferrari (1938-1943).

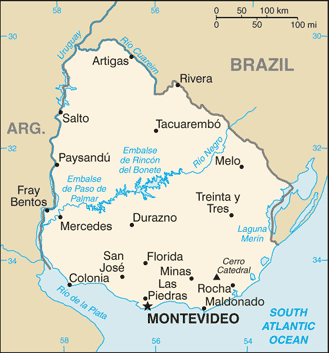
El president italouruguaià Gabriel Terra va aconseguir que la hidroelèctrica del llac artificial "Rincón del Bonete", sobre el riu Negro, fos finançada i construïda principalment pel govern italià en els anys 1930.

Aquests dos presidents de l'Uruguai van donar el seu suport al feixisme italià i van imitar algunes de les seves característiques i estratègies polítiques.
A Montevideo, per exemple, va haver un partit polític feixista amb 1.200 membres, que va donar 150 voluntaris italouruguaians per a la conquesta italiana d'Etiòpia el 1936.
El president Terra va aconseguir finançament i suport tècnic de Benito Mussolini (i també d'Adolf Hitler) per a les construccions sobre el Riu Negro, creant el llac artificial més gran de Sud-amèrica. A més a més, Terra va promoure l'inici del procés d'industrialització de l'Uruguai amb fons italians.
El diplomàtic italià Mazzolini va afirmar que Mussolini considerava a l'Uruguai com el país més "italià" d'Amèrica, amb el qual pretenia realitzar una futura aliança política.
La llengua italiana va obtenir una importància significativa a Montevideo en aquesta època i es converteix en obligatòria en els instituts d'ensenyament mitjà i superior de l'Uruguai el 1942, durant la presidència de Baldomir Ferrari.

### Característiques de la comunitat italiana

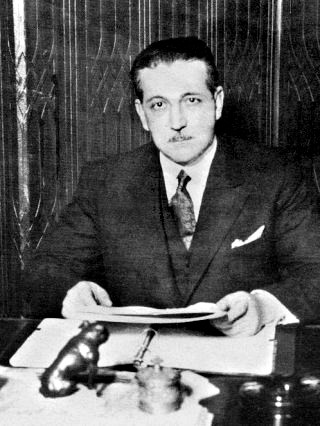
Alfredo Baldomir Ferrari, president de l'Uruguai de 1938 fins a 1943. El 1942 va introduir l'italià com llengua d'ensenyament obligatori.

Un càlcul global dels immigrants italians a l'Uruguai des de la seva independència fins als anys 1960 dona com a resultat unes 350.000 persones, i si es considera el saldo actiu cal reduir la xifra a la meitat. Un terç de la població del país té cognoms italians.
Per al recompte total de ciutadans italians a l'Uruguai s'ha tingut en compte l'influx migratori de diferents èpoques: 

1) període 1830-50, amb una arribada de 20.000 persones, gairebé totes de Ligúria i de Piemont.

2) el segon en el decenni següent, durant el qual va desembarcar a Montevideo un nombre elevat d'italians (25.000 de Llombardia i de Sardenya).

3) el tercer cap a la segona meitat del segle xix, amb immigrants de Liorna i la costa nord-oest, a més d'italians del sud i els homes de Garibaldi (90.000 aproximadament).

4) el quart en els últims decennis del segle xix i primers del segle xx, caracteritzat per una immigració massiva, estimulada per la propaganda i del viatge prepagat, en general de persones escassament qualificades i analfabetes (110.000).

5) el cinquè durant la primera meitat del segle xx, amb població qualificada i exiliada (15.000 italians).

El 49% dels italians actualment residents a l'Uruguai provenen de la regió septentrional de la península, el 17%
de les regions centrals i el 34% del sud peninsular. Les regions italianes de major procedència són: Campània, amb 5.231 residents (el 16% del total); Llombardia (5.029); Piemont (4.250); Laci (3.353) i Ligúria (3.018).
El 2007 els ciutadans italians (també els uruguaians amb doble nacionalitat) residents a l'Uruguai eren 71.115. La comunitat italiana ha tingut una bona acceptació per part de la societat uruguaiana, també en un procés d'italianització, principalment sobre la gastronomia local (com la Salsa caruso) i l'argot (com el lunfardo, que deriva probablement de la paraula lombardo, llombard).
A la resta de l'Uruguai, la influència italiana va ser de menor importància (tan sols el 27% dels italouruguaians viuen fora de l'àrea metropolitana de la capital), si bé diverses comunitats italianes van fundar algunes entitats culturals (com a Rivera, a la frontera amb el Brasil).
A Paysandú - la tercera ciutat de l'Uruguai, ubicada sobre la frontera amb l'Argentina - es va registrar una influència italiana major, amb un 60% de la seva població actual amb ascendència italiana (80.000 habitants aproximadament). La llengua italiana s'ha difós gràcies al seu ensenyament obligatori i/o facultatiu en l'educació secundària. Entre les associacions italianes més importants de la ciutat cal citar l'Unione e Benevolenza, la Scuola Italiana i la Federazione Italiana di Paysandú.
El Gruppo Lombardi di Paysandù manté llaços culturals amb l'emigració italiana, principalment amb la llombarda.

### Principals associacions italianes de l'Uruguai
Les associacions italianes a l'Uruguai són relativament moltes. Les principals són:
- Scuola Italiana di Montevideo
- Circolo Lucano
- Associazione Figli della Toscana
- Associazione Veneti in Uruguay
- Gruppo Lombardi di Paysandú
- Gruppo Trentini di Rivera

## Llengua italiana

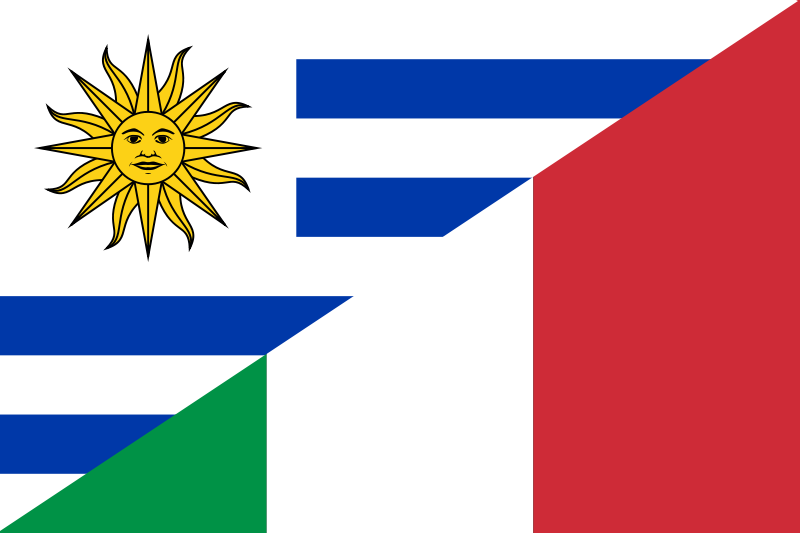
Bandera italouruguaiana.

El 1942, el president italouruguaià Alfredo Baldomir Ferrari va emetre un decret que feia obligatori l'aprenentatge de la llengua italiana en les escoles superiors estatals de l'Uruguai.
Aquesta normativa ha convertit a l'Uruguai en l'únic país d'Amèrica on l'italià ha tingut durant seixanta anys l'oficialitat en l'ensenyament local al costat de la llengua oficial de l'Estat, el castellà.
A Montevideo existeix una escola privada (Scuola Italiana di Montevideo) on les classes s'imparteixen en italià i en castellà.
Tots aquests factors han determinat que alguns autors dediquin publicacions sobre l'empremta italiana a l'Uruguai: 
- Il Corriere della Scuola, trimestral (Montevideo, des de 1989), editora Adriana Testoni (Scuola Italiana di Montevideo), director Giovanni Costanzelli.
- L'Eco d'Italia, setmanal (Montevideo, des de 1963), editor Alessandro Cario, director Stefano Casini.
- Gente d'Italia, quotidià (Montevideo, 2005), editor Gruppo Editoriale Porps International Inc., director Domenico Porpiglia.
- Incontro, mensual (Montevideo, des de 1974), editor i director, pare Salvatore F. Mazzitelli (Congregazione Scalabriniana).
- Notiziario A.N.C.R.I., mensual (Montevideo, des de 1962), editor i director Giovanni Costanzelli (Associazione Ex Combattenti).
- Spazio Italia, mensual (Montevideo, des de 1999), editora i directora Laura Vera Righi (Associazione Italiana Gruppo Legami).

## Italouruguaians destacats
- Rafael Addiego Bruno, president de l'Uruguai.
- Delmira Agustini, poetessa.
- Michele Andreolo, futbolista.
- Luigi Andreoni, arquitecte i enginyer.
- Alfredo Baldomir Ferrari, president de l'Uruguai.
- Mario Benedetti, escriptor.
- Giorgio Borghesi, primer habitant europeu de Montevideo.
- Pedro Alberto Demicheli Lizaso, president de l'Uruguai.
- Luce Fabbri Sbriccoli, professora i anarquista.
- Enzo Francescoli Uriarte, futbolista.
- Ricciotti Garibaldi, militar, fill de Giuseppe Garibaldi.
- Alcides Ghiggia, futbolista.
- Luis Giannattasio Finocchietti, president de l'Uruguai.
- Tomás Giribaldi, compositor d'òpera.
- José Luis Massera, enginyer i matemàtic.
- Benito Nardone Cetrulo, president de l'Uruguai.
- Juan Carlos Onetti Borges, escriptor.
- Francisco Piria, empresari.
- Julio María Sanguinetti Coirolo, president de l'Uruguai.
- Juan Alberto Schiaffino, futbolista.
- Gabriel Terra Leivas, president de l'Uruguai.
- Feliciano Viera, president de l'Uruguai.